# Sandy Petersen
Carl Sanford Joslyn Petersen (nacido el 16 de septiembre de 1955 y conocido como Sandy Petersen) es un diseñador de juegos.
Petersen nació en San Luis, Misuri y estudió en la Universidad de California, Berkeley, graduándose en zoología.
Se le conoce bien por su admiración hacia Howard Phillips Lovecraft, cuya obra descubrió gracias a un ejemplar de The Dunwich Horror and other Weird Tales que las fuerzas armadas estadounidenses habían publicado durante la Segunda Guerra Mundial y que encontró en la biblioteca de su padre. En 1974 Dungeons & Dragons despertó su interés por los juegos de rol. Sus pasiones por los juegos de rol y por H. P. Lovecraft se fusionaron cuando creó el juego de rol La llamada de Cthulhu, publicado por Chaosium en 1981 (primera traducción al español en 1988). En los años que siguieron publicó muchos suplementos de aventuras y de ambientación para La llamada de Cthulhu. También trabajó para Chaosium siendo el coautor de la tercera edición de RuneQuest. En la línea de suplementos de esta edición de RuneQuest fue el coeditor del aclamado suplemento Trollpak (El libro de los trolls en la traducción en castellano) y numerosos suplementos para Glorantha, el universo de ficción de Greg Stafford. Permaneció jugando y desarrollando juegos de rol y se le invita frecuentemente a conversaciones en convenciones donde puede expresarse sobre los juegos de rol freeform y donde expone ideas propias o ayuda a desarrollar algún juego.
También cabe destacar su etapa trabajando en ID Software durante los años 90, donde diseño niveles para los famosos videojuegos de acción en primera persona Doom, Doom 2 y Quake.
Su admiración por el autor H.P. Lovecraft le llevó también a participar en la financiación del film independiente The Whisperer in Darkness, película basada en el relato homónimo del autor de Providence.